# Верхньосульський-2
Верхньосу́льський-2 — гідрологічний заказник місцевого значення в Україні. Об'єкт природно-заповідного фонду Сумської області. 
Розташований у межах Сумського району Сумської області між селами Печище і Сула.

## Опис
Площа 230,6 га. Статус надано 28.12.1992 з метою збереження в природному стані місця витоку та верхів'я річки Сула. Перебуває у віданні Сульської сільської ради і ДП «Сумський агролісгосп» (кв. 95, вид. 6-7, 15-16, кв. 96, вид. 8-12, кв. 97, вид. 22, 28). 
Представлені лучно-болотні ділянки і лісовий масив на заплаві Сули, є регулятором водного режиму річки і рівня ґрунтових вод прилеглих територій. Місце мешкання тварин, занесених до Червоної книги України (горностай, дозорець-імператор, видра річкова, лунь польовий, красуня діва, подалірій, бражник прозерпіна), занесених до Європейського Червоного списку (деркач, сліпак звичайний, п'явка медична, чернівець непарний), Бернської конвенції (луні польовий, лучний та болотяний, зимняк, курочка мала, погонич, чорноволик, дупель, сова вухата, одуд, синьошийка, сорокопуд-жулан, соловейко східний, вівсянки очеретяна та звичайна, черепаха болотяна, тритон гребінчастий, джерлянка червоночерева, квакша звичайна та ін.).